# Gare de Châtelaudren - Plouagat
La gare de Châtelaudren - Plouagat est une gare ferroviaire française de la ligne de Paris-Montparnasse à Brest, située sur le territoire de la commune de Plouagat, près de Châtelaudren, dans le département des Côtes-d'Armor en région Bretagne.
La station est mise en service en 1863 par la compagnie des chemins de fer de l'Ouest. C'est aujourd'hui une halte de la Société nationale des chemins de fer français (SNCF) desservie par des trains express régionaux TER Bretagne circulant entre Lannion et Saint-Brieuc. Elle est à 118 km de Rennes.

## Situation ferroviaire

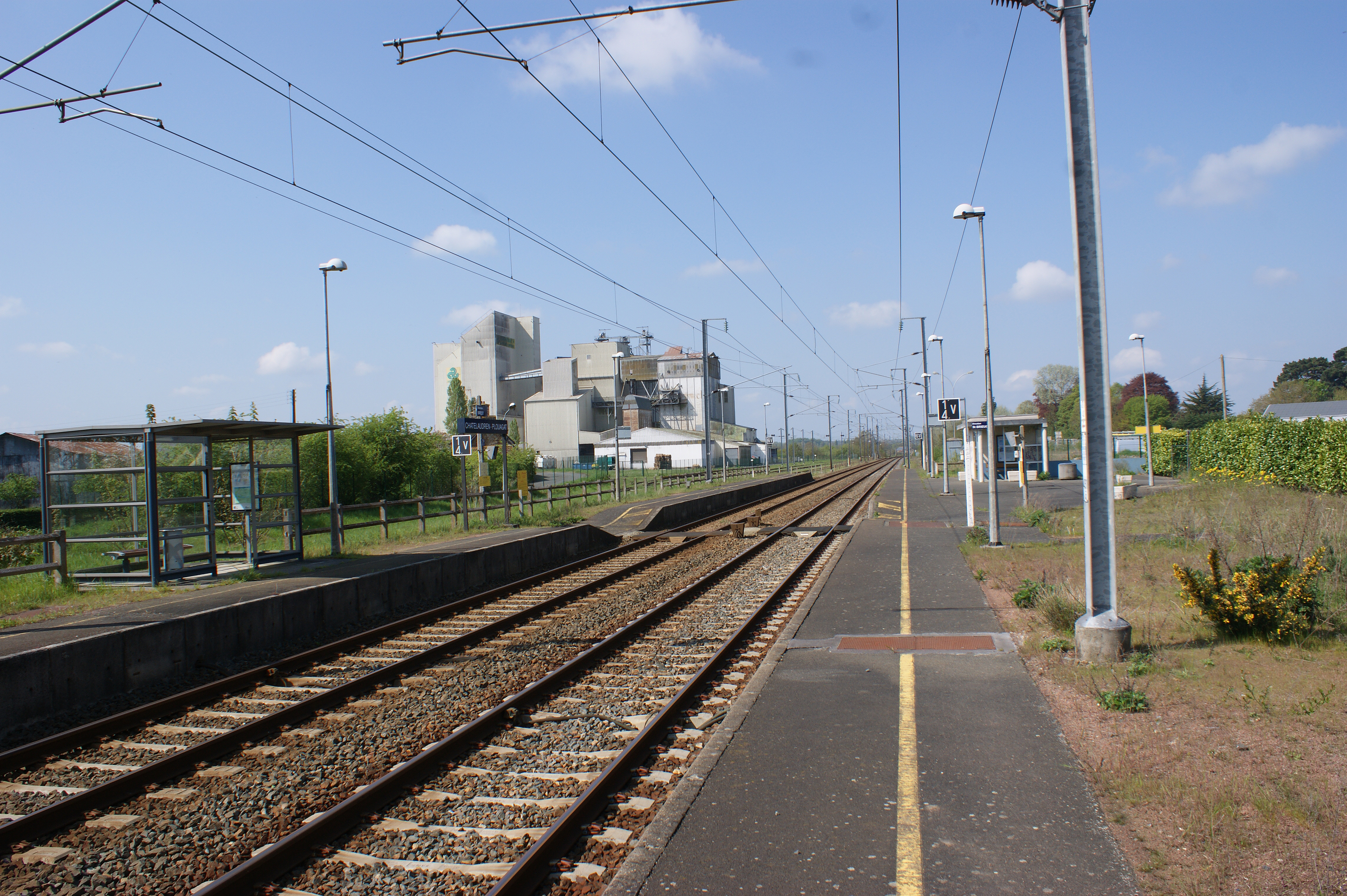
Vue de la halte SNCF vers Guingamp (erreur dans le nom de l'image), les voies et les quais et abris.

Établie à 125 m d'altitude, la gare de Châtelaudren - Plouagat est située au point kilométrique (PK) 491,852 de la ligne de Paris-Montparnasse à Brest entre les gares de Plouvara - Plerneuf et Guingamp.

## Histoire
Châtelaudren est une commune de 1 351 habitants lors de la création de cette dixième station de la section. Elle est mise en service par la compagnie des chemins de fer de l'Ouest, le 7 septembre 1863, lors de l'inauguration de la section de Rennes à Guingamp de la ligne de Paris-Montparnasse à Brest.
En 2011, la halte ne comporte plus aucun des éléments de la gare d'origine, si ce n'est un espace libre entre la halte et la voie routière.

## Fréquentation
De 2015 à 2023, selon les estimations de la SNCF, la fréquentation annuelle de la gare s'élève aux nombres indiqués dans le tableau ci-dessous.
| Année     | 2015  | 2016   | 2017   | 2018   | 2019   | 2020  | 2021   | 2022   | 2023   |
| --------- | ----- | ------ | ------ | ------ | ------ | ----- | ------ | ------ | ------ |
| Voyageurs | 8 646 | 10 492 | 11 001 | 10 169 | 11 356 | 9 087 | 12 364 | 18 476 | 18 555 |

## Service voyageurs

### Accueil
Halte SNCF, c'est un point d'arrêt non géré (PANG) disposant de panneaux d'informations et d'abris de quais.

### Desserte
Châtelaudren - Plouagat est desservie par des trains TER Bretagne qui circulent entre la gare de Lannion et la gare de Saint-Brieuc.

### Intermodalité
Un espace non aménagé permet le parking des véhicules.

## Galerie de photos

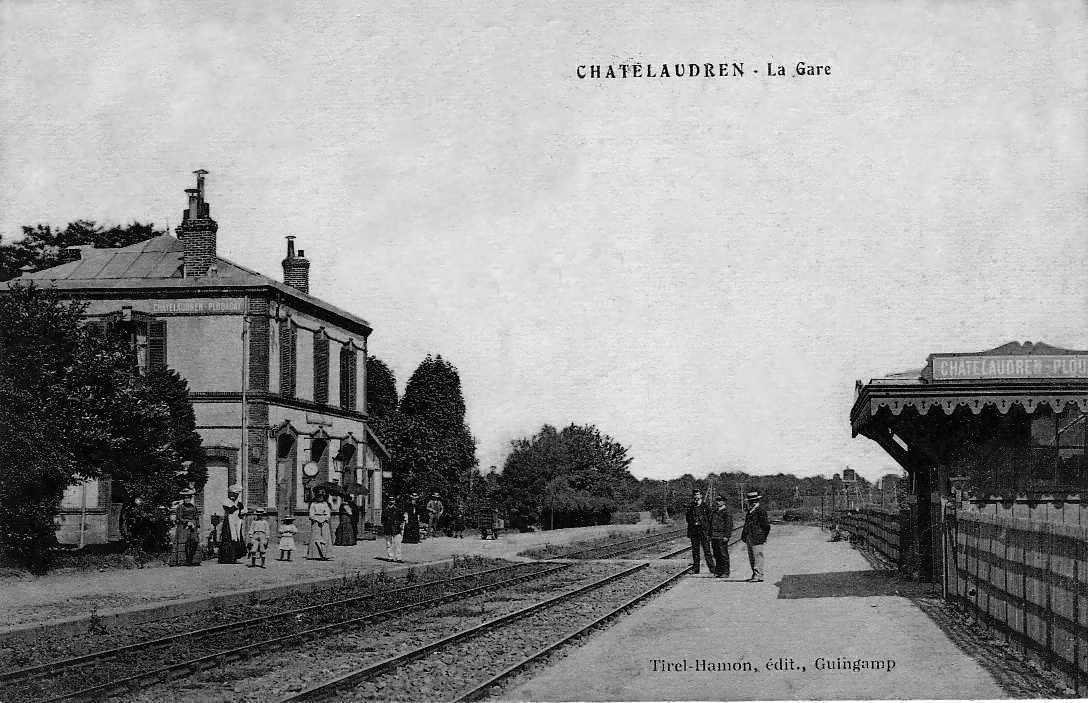
L'ancienne gare avec son bâtiment voyageurs vers 1900.
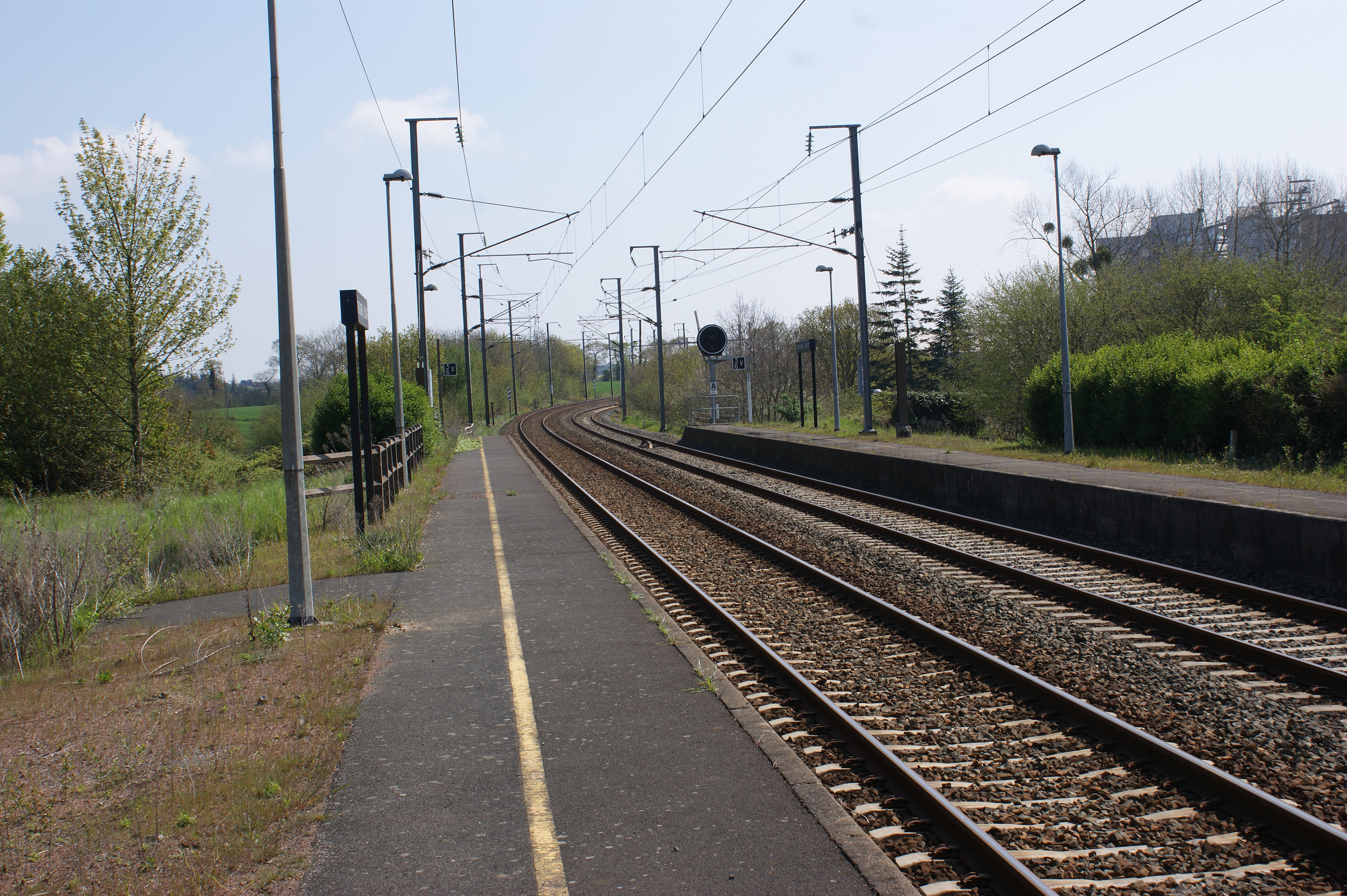
Quais et voies vus en direction de Saint-Brieuc.